# خاچیک استامبولتسیان
خاچیک وارطانی استامبولتسیان (ارمنی: Խաչիկ Վարդանի Ստամբոլցյան؛ زادهٔ ۱۵ سپتامبر ۱۹۴۰ - درگذشته ۲۸ اوت ۲۰۲۲) یک فیزیکدان، سیاستمدار اهل ارمنستان بود که از تاریخ ۱۹۹۰ تا تاریخ ۱۹۹۵ سمت نمایندگی دوره اول شورای عالی جمهوری ارمنستان را برعهده داشت.

## زندگی‌نامه
در ۱۵ سپتامبر ۱۹۴۰ در ارمنستان به دنیا آمد و از دانشگاه دولتی ایروان فارغ‌التحصیل شد .  وی در ۲۸ اوت ۲۰۲۲ در سن ۸۱ سالگی درگذشت.